# 迪恩數
迪恩數（D，De或Dn）是流體力學中的無因次量，會用在彎管及彎曲渠道的流體研究中，得名自1920年代研究彎曲流場的英國科學家威廉·雷金納德·迪恩。

## 物理背景

彎管內產生一對迪恩渦（示意圖）。左側為內彎，右側為外彎。

黏性流體沿直管道流動時，管中央的流速較快，近管壁的流速較慢，為泊肅葉流。轉彎時，受離心力影響，中央較快的流體被推到外側（附圖的右側），管壁附近的流體相應被擠壓返回內側（附圖的左側），產生兩個反向的渦旋。此種次要的效應與原先向前的流動互相疊加，所以流體粒子實際的軌跡是螺旋線。:469–470此種渦流稱為迪恩渦（Dean vortices）。

## 定義
迪恩數的定義如下：
{\displaystyle {\mathit {De}}={\frac {\rho V\!d}{\mu }}\left({\frac {d/2}{R}}\right)^{1/2}}
- {\displaystyle \rho } 為流體密度
- {\displaystyle \mu } 為流體的粘度
- {\displaystyle V} 是軸向的速度值
- {\displaystyle d} 為彎管直徑（若截面不是圓形，可以用等效直徑，請參考雷諾數）
- {\displaystyle R} 是彎管的曲率半徑

迪恩數和雷諾數（基於在直徑d的管內流速為V的流體）及曲率平方根的乘積成正比。

## 迪恩方程
迪恩數出現在迪恩方程中，這是針對牛顿流体在環面管中的軸向均勻流，曲率效應較小 ({\displaystyle a/r\ll 1}) 時針對纳维-斯托克斯方程的近似。
此處使用正交座標系 {\displaystyle (x,y,z)} ，其單位向量和彎管的中線對齊，{\displaystyle {\hat {\boldsymbol {z}}}}延著中線方向，{\displaystyle {\hat {\boldsymbol {x}}}}和中線平面垂直，而{\displaystyle {\hat {\boldsymbol {y}}}}為副法線．若軸向流是因為壓力梯度{\displaystyle G}而產生，其軸向速度{\displaystyle u_{z}} 除以 {\displaystyle U=Ga^{2}/\mu }，跨流線的速度{\displaystyle u_{x},u_{y}} 除以 {\displaystyle (a/R)^{1/2}U}，跨流線的壓力除以{\displaystyle \rho aU^{2}/L}，而長度除以曲率半徑。
利用上述的無因次變數及座標，迪恩方程式可以用下式表示
{\displaystyle D\left({\frac {\mathrm {D} u_{x}}{\mathrm {D} t}}+u_{z}^{2}\right)=-D{\frac {\partial p}{\partial x}}+\nabla ^{2}u_{x}}
{\displaystyle D{\frac {\mathrm {D} u_{y}}{\mathrm {D} t}}=-D{\frac {\partial p}{\partial y}}+\nabla ^{2}u_{y}}
{\displaystyle D{\frac {\mathrm {D} u_{z}}{\mathrm {D} t}}=1+\nabla ^{2}u_{z}}
{\displaystyle {\frac {\partial u_{x}}{\partial x}}+{\frac {\partial u_{y}}{\partial y}}=0}
其中
{\displaystyle {\frac {\mathrm {D} }{\mathrm {D} t}}=u_{x}{\frac {\partial }{\partial x}}+u_{y}{\frac {\partial }{\partial y}}}為實質導數。
迪恩數D是上述系統中唯一的參數，也包括了曲率效應的第一階效應在內，若要考慮更高階的效應，需要引入其他的參數。
若曲率的影響不大時（D比較小），迪恩方程可以用迪恩數的级数展开來表示. 此處在 {\displaystyle D_{c}\approx 956}（Dennis & Ng 1982）時都還是穩定的。若D值較大，有許多不同的解，其中有許多是不穩定的。